# Montargis
De stad Montargis ligt in de Franse streek de Gâtinais in het departement Loiret. De gemeente telde 14.819 inwoners op 1 januari 2022. In de stad komen drie kanalen samen: het Canal de Briare, het Canal du Loing en het Canal d'Orléans. Door het grote aantal bruggetjes (127 stuks) en kanaaltjes waar de huizen rechtstreeks aan liggen, heet de stad ook wel het Venetië van de Gâtinais.

## Geschiedenis
Montargis is een stad die al ten tijde van Koning Clovis bekend was. Op de hoogte boven de stad werd in de 14e eeuw in opdracht van Karel V een koninklijk kasteel gebouwd naar plannen van Raymond du Temple. In de 16e eeuw werd het kasteel verbouwd door architect Jacques Androuet Ducerceau. Renée, de schoonzus van koning Frans I, liet het kasteel herinrichten en voorzien van een renaissancetuin. Verschillende hugenoten vonden bij haar in het kasteel onderdak. Na de Franse Revolutie werd het kasteel gedeeltelijk afgebroken en werden de stenen verkocht.

### Caserne Gudin
Na de Franse nederlaag in de Frans-Pruisische Oorlog werd beslist om in Montargis een kazerne te bouwen. De caserne Gudin werd gebouwd tussen 1872 en 1876. Tijdens de Tweede Wereldoorlog deed de kazerne aanvankelijk dienst als Duits kamp voor krijgsgevangenen (Frontstalag 151) en daarna als opleidingscentrum voor het Légion des volontaires français (LVF) en later voor rekruten van de Division Charlemagne van de Waffen-SS. De kazerne werd opnieuw gebruikt door het Franse leger tot 1995 en daarna door de gendarmerie tot 2009.

## Geografie
De oppervlakte van Montargis bedroeg op 1 januari 2022 4,46 vierkante kilometer; de bevolkingsdichtheid was toen 3.322,6 inwoners per km².
De onderstaande kaart toont de ligging van Montargis met de belangrijkste infrastructuur en aangrenzende gemeenten.

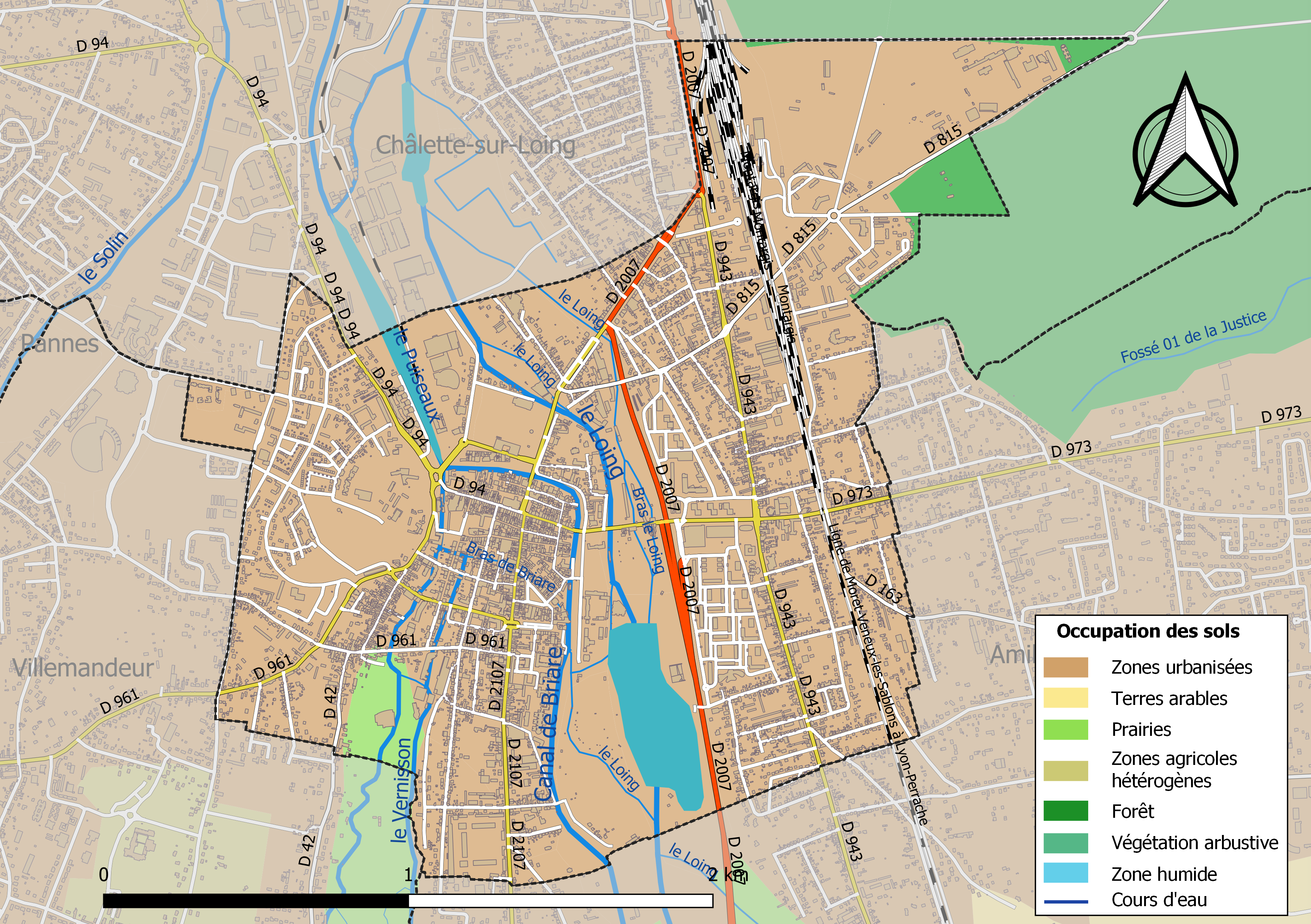

## Demografie
Onderstaande figuur toont het verloop van het inwoneraantal van Montargis vanaf 1962.

Bron: Frans bureau voor statistiek. Cijfers inwoneraantal volgens de definitie population sans doubles comptes (zie de gehanteerde definities)

## Sport
In 1969, 1976, 2005 en 2010 deed de Tour de France Montargis aan. De laatste ritwinnaar in Montargis was de Brit Mark Cavendish.

## Geboren
- Anne-Louis Girodet-Trioson (1767-1824), schilder
- Charles-Étienne Gudin (1768-1812), generaal van Napoleon